# Mitchell (Georgia)
Mitchell è un comune degli Stati Uniti d'America, situato nello stato della Georgia, nella contea di Glascock.